# Andrea Margrethe Jensen
Andrea Margrethe Jensen (født Mikkelsen; 17. november 1883 i Ibsker, død 9. oktober 1960 i Nexø) er mest kendt for sine historier i Jul på Bornholm.
Andrea Margrethe var datter af Lars Peter Mikkelsen (1837) og Bodil Kristine Munk (1841) og blev født på Klintebygård 20. vornedegård i Ibsker.
Hun blev gift i 1908 med snedker Viggo Jensen og bosatte sig i Nexø.

## Hendes værker

### Jul på Bornholm
- 1934: Jul på Bornholm – Brua å blår
- 1935: Jul på Bornholm – Drikka å brø
- 1936: Jul på Bornholm – Uda arbai
- 1938: Jul på Bornholm – Træer og træ
- 1939: Jul på Bornholm – En gammeldags urtekost
- 1940: Jul på Bornholm – Omkring Ferskesø
- 1942: Jul på Bornholm – Omkring Lyng og udmark
- 1944: Jul på Bornholm – Almenakka og Bonapratika
- 1949: Jul på Bornholm – Den gamle Rok
- 1950: Jul på Bornholm – Sansagan om Fula Greta

### Nationalmuseets Etnologiske Undersøgelser
- 1943: Slagtning
- 1944: Høslet
- 1944: Bagning
- 1948: Korhøst
- 1948: Tækning
- 1949: Tærskning
- 1954: Tyende
- 1954: Død og begravelse
- 1954: Madlavning
- 1955: Biavl
- 1956: Indsamling af planter og bær
- 1958: Uld
- 1959: Hør